# نقطه تکین
نقطه تَکین (به انگلیسی: singular point) در ریاضیات نقطه‌ای‌ست که یک عنصر ریاضی در آن تعریف نشده باشد، یا تابع به نوعی در آن خوشرفتار نباشد، مثلاً مشتق‌پذیر یا تحلیلی نباشد.
برای مثال تابع
{\displaystyle f(x)={\frac {1}{x}}}
روی محور حقیقی یک نقطهٔ تکین در x = 0 دارد، جایی که تابع به ±∞ «منفجر می‌شود» و تعریف نشده‌است. تابع g(x) = |x| نیز یک تکین در x = 0 دارد، زیرا آنجا مشتق‌پذیر نیست. به‌طور مشابه نمودار تعریف شده با y2 = x نیز یک تکین در x = 0 دارد، این دفعه به خاطر اینکه یک نقطه انشعاب در این نقطه دارد.
مجموعه جبری تعریف شده با y2 = x2 در سیستم مختصات (x, y) یک نقطه تکین در (0,0) دارد زیرا در این نقطه هیچ مماسی ندارد.

## آنالیز مختلط
در آنالیز مختلط، چهار نوع نقطهٔ تکین وجود دارد که در زیر تشریح شده‌است. فرض کنید U یک زیر مجموعه باز از اعداد مختلط C، a یک عضو از U، و f یک تابع هولومورفیک تعریف شده بر U \ {a}.
- نقطه a یک نقطه تکین برداشتنی از f‌ است اگر تابع هولومورفیک g تعریف شده بر تمام U وجود داشته باشد که f(z) = g(z) برای هر z در U \ {a}.
- نقطه a یک قطب از f است اگر تابع هولومورفیک g تعریف شده بر U و عدد طبیعی n وجود داشته باشد که f(z) = g(z) / (z − a)n برای هر z در U \ {a}.
- نقطه a یک نقطه تکین اساسی از f است اگر نه تکین برداشتنی باشد و نه قطب. نقطه a یک نقطه تکین اساسی است اگر و تنها اگر سری لوران f در نقطهٔ a تعداد بینهایت جملهٔ با درجهٔ منفی داشته باشد.
- یک نقطه انشعاب عموماً در نتیجهٔ تعریف یک تابع چند مقداره (مانند {\displaystyle {\sqrt {z}}} یا {\displaystyle \log(z)}) در یک دامنهٔ محدود به وجود می‌آید که در نتیجه تابع در این دامنه تک مقداره می‌شود.